# 若松町停留場
若松町停留場（わかまつちょうていりゅうじょう）はかつて函館市若松町にあった函館市交通局（現・函館市企業局交通部、函館市電）本線の停留所である。

## 歴史
- 1913年（大正2年）10月30日 - 若松町停留場（初代）、若松橋停留場が開業[1]。
- 時期不明 - 若松町停留場（初代）が廃止、若松橋停留場が海岸町停留場に改称[1]。
- 1925年（大正14年）頃 - 海岸町停留場が若松町停留場に改称[1]。
- 1993年（平成5年）4月1日 - 本線の部分廃止と共に廃止[1]。
  - 廃止後は函館市営バスにより代替路線バスが運行された[2]。

## 構造
- 相対式2面2線。ホームは片面（函館駅前停留場を出た車両が海岸町停留場に向かう際に留まる側）のみの設置で、もう片面は路面電車停留場の道路標示[3]であった。

## 周辺
- 道路
  - 国道5号
- 公共施設・史跡等
  - 函館市総合福祉センター[4]
  - 一本木関門 - 総合福祉センター敷地内にある。想像による復元。
  - 土方歳三の最後の地碑 - 総合福祉センター敷地内にある。旧幕府軍（新選組）幹部、土方歳三が戦死した場所の説の一つ（一本木関門説)に基づく。
  - 猿田彦塚

### かつてあった施設等
- 函館市立若松小学校
- 鶴若稲荷神社 - 勧請年は不明。文政年間と1859年（安政6年）に社殿を再建した[5]。1879年（明治12年）に函館八幡宮より高砂町（当時）に遷宮し、若松町、高砂町、大縄町、海岸町、音羽町、鶴岡町、真砂町の鎮守だった。第二次世界大戦中の1945年（昭和20年）5月、函館市第一回強制集団建物疎開の対象になり社殿等の建物を解体した。その後、敷地は道路用地になり再建はできず、終戦後の1950年（昭和25年）に正式に函館八幡宮に遷祭した[6]。

## 隣の停留場
函館市交通局
本線（1993年4月1日廃止）
函館駅前停留場 - 若松町停留場 - 海岸町停留場